# Ernesto Filippi Cavani
Pour les articles homonymes, voir Cavani (homonymie).
Ernesto Filippi Cavani, né le 26 octobre 1950 à Lucques (Toscane, Italie), est un ancien arbitre uruguayen de football. Débutant en 1985, il devient arbitre international de 1991 à 1995.Il a entre autres arbitré 2 rencontres lors de la coupe du monde 1994.

## Carrière
Il a officié dans des compétitions majeures : 
- Coupe du monde de football des moins de 20 ans 1991 (1 match)
- Copa América 1991 (3 matchs)
- Coupe du monde de football de 1994 (1 match)
- Copa Libertadores 1994 (finale retour)
- Copa América 1995 (1 match)